# Фёкьер, Антуан
Антуан де-Па, маркиз де Фёкьер (фр. Antoine de Pas de Feuquières; 16 апреля 1648, Париж — 27 января 1711) — французский генерал, внук Манасеса де Па де Фёкьера.

## Биография
Происходил из знаменитой древней фамилии области Артуа. Сын генерал-лейтенанта Исаака Фёкьера.
В 1665 году вступил в королевский полк прапорщиком и участвовал в кампании 1667 года, где отличился при осаде Дуэ, Турнэ, Лилля и других крепостей, за что был произведен в капитаны.
В 1672—1673 годах, в звании адъютанта, сопровождал своего родственника герцога Люксембурга и отличился при завоевании Франш-Конте, в сражении при Сенефе в при освобождении Уденарда; в награду за это был пожалован шефом морского полка, с котором мужественно сражался при взятии Бушена и получил ежегодною пенсию в 3 тысячи ливров.
Сделавшись командиром полка Пети-Вьё, в 1676 году и в следующих годах несколько раз был ранен и обратил на себя общих внимание искусным отступлением к Сен-Дени, за что произведен в бригадиры. В 1678 году, в сражении при Сен-Дени, Фёкьер защищал королевскую главную квартиру от натиска англичан, за что был произведен в бригадиры.
В 1688 году находился при осаде Филипсбурга и предпринял потом удачный набег на Франконию, в котором взял до 4 мил. франков контрибуции. Людовик XIV произвел его в maréchal de camp и подарил 12 тысяч ливров.
В 1689 году Фекеьер был в Бордо, где ожидал высадку англичан, а оттуда отправился в Пьемонт против восставших вальденсов и действовал под начальством Катина: при Стаффарде против Евгения Савойского, а при Пиньероле против вальденсов. При Савильяно взял в плен 4 роты савойских жандармов, а в 1691 году овладел Вельяном и Карманьолою; но при крепости Конн потерпел неудачу: Евгений Савойский успел подкрепить гарнизон, разбил генерала Булонда, присланного Катина на помощь Фёкьеру, после чего последний принужден был снять осаду крепости.
В 1692 году сопровождал маркиза Лоржа в походе в Германию; за доблестную защиту города Шпейер, где он, с 3 тысячами человек, 8 часов сряду держался против всех сил принца Баденского и тем самым дал французской армии время исполнить выгодное движение, и был произведен в генерал-лейтенанты.
Затем участвовал в сражении при Неервиндене и в других предприятиях герцога Люксембурга.
В 1699 году служил во Фландрии, под начальством Виллеруа; однако, имея прямой характер и откровенно высказывая свои мнения, он нажил себе много врагов, впал в немилость короля вследствие придворной интриги и был удален от войска, таким образом не приняв участие в войне за испанское наследство. Незадолго до смерти написал Людовику XIV письмо, где просил не распространять королевскую немилость на его сына. Король исполнил его просьбу.
Фёкьер оставил «Mémoires sur la guerre», первое важное сочинение по военной тактике, изданное в Амстердаме в 1731 году и не раз переиздававшееся. А также мемуары насчет походов, в которых участвовал.